# Св. св. Кирил и Методий (Лорейн)
„Св. св. Кирил и Методий“ (на английски: Saints Cyril & Methodius Orthodox Church) е православна църква в град Лорейн, Охайо, Съединенитe американски щати. Църквата е подчинена на Българската Толидска епархия на Православната църква в Америка.

## Местоположение
Църквата е разположена на „Рийвс Авеню“ № 3056.

## История
Църквата е основана от български емигранти от Македония в 1933 година. В тази година те купуват епископалната църква на „Източна 31 улица“ и „Пърл“ за $6000 и я прекръщават на Българо-македонска православна църква „Св. св. Кирил и Методий“. По-късно общината подкрепя архимандрит Кирил Йончев, който в 1963 година напуска лоното на Българската православна църква и минава първо в Руската задгранична, а след това в 1976 година в Православната църква в Америка. По-късно общината закупува източнокатолическата църква „Архангел Михаил“ на „Рийвс Авеню“.
Първи енорийски свещеник е Васил Дзиама.